# Les Sept Ivresses
Les Sept Ivresses est un cycle de mélodies composé par Augusta Holmès en 1882.

## Composition
La compositrice écrit son cycle de mélodies en 1882, sur des poèmes écrits par elle-même. La dédicace est faite à « A. Talazac », qui semble être Jean-Alexandre Talazac. Le cycle a été édité aux éditions Durand, Schœnewerk et Cie. L'œuvre sera jouée en 1883 par l'Orchestre Pasdeloup et par les concerts Colonne et Lamoureux.

## Structure
Le cycle se compose de sept mélodies :
1. L'Amour
2. Le Vin
3. La Gloire
4. La Haine[4]
5. Le Rêve
6. Le Désir
7. L'Or

## Poèmes

### Poème de l'Amour
Dans la verte forêt mouillée

Marcher à deux,

Se sentir l'âme ensoleillée,

Être amoureux !

Trembler parce qu'une main frêle

Vous a frôlé,

Ou qu'un voile fin comme une aile

S'est envolé !

Pleurer pour que l'on vous sourie

Pleurer encor !

Conserver une fleur flétrie

Comme un trésor !

Ah ! désirer celle qu'on aime

Éperdument,

Et pris de peur n'oser voir même

Son pied charmant !

Errer le soir devant sa porte,

Le cœur en feu !

Être humble, absurde, enfant, n'importe !

Se sentir dieu !

Devenir cette heureuse proie

Fut-ce un seul jour,

N'est-ce pas la suprême joie,

Amour, amour !

### Poème du Vin
Vins d'Espagne et vins de Hongrie,

Vins d'Alicante et de Schiraz,

Tout au ras,

Emplissez ma coupe fleurie !

Éclairez mes yeux obscurcis,

Cachez à mon âme ravie

Les soucis,

Et les noirs chagrins de la vie !

Roses vierges, blonds échansons,

Ô beauté ! mêle ton doux rire,

Tes chansons,

Aux extases de mon délire !

Couronnez moi de lierre en fleur !

Versez ! que la brumeuse aurore

Toute en pleurs !

Me retrouve buvant ! Buvant encore !

Avec un bruit de grandes eaux

Le vin à longs fleuves ruisselle !

Iacchos ! Iacchos ! Iacchos ! Iacchos !

Porteur du Thyrse ! Je t'appelle !

Prends moi ! possède moi !

Dieu fort !

Anéantis moi !

Je me livre !

Je suis ivre !

Et veux boire jusqu'à la mort

### Poème de la Gloire
Que veulent ces cris ? Qu'elle est cette foule

Qui jusqu'à mes pieds comme un fleuve s'enroule

Faisant écumer sur sa claire houle

Des gerbes de fleurs ?

J'entend des hourras et je vois des pleurs !

Quel mot retentit en folles clameurs,

Se mêlant aux voix d'innombrables chœurs,

Que scande la lyre !

C'est mon nom ! mon nom ! Le peuple en délire

Les rois prosternés, tous, tous, peuvent lire

Aux cieux éclatants que l'aube déchire,

Mon nom adoré !

Ah ! plus loin, plus haut, vers l'Ether sacré,

D'un sublime élan je m'emporterai

Si bien que, vivant,

J'aurais pénétré l'éternel mystère !

Oui ! c'est le nectar qui me désaltère,

Le Nimbe élargit mon front radieux,

Et je suis assis loin de l'humble terre,

Plus haut que les dieux !

### Poème de la Haine
Que l'ombre des nuits te glace le sang ;

Que l'azur du jour brûle ta paupière !

Que toute espérance et toute lumière

À ton souffle meure en se flétrissant.

Qu'un amer désir sans trêve dévore,

Vautour affamé, ton cœur et tes sens !

Que ton pain noirci te brise les dents !

Que l'ennuie t'accable et te déshonore !

Qu'un voile d'horreur te cache le jour ;

Que voulant prier ta bouche blasphème !

Meurs ! meurs écrasé sous mon anathème,

Toi qui m'a ravi mon unique amour !

### Poème du Rêve
Dans un beau jardin aux claires fontaines

Nous dormons tous deux,

Pris aux tendres chaînes de nos bras heureux !

Tes cheveux défaits couvrent mon épaule

D'un long voile d'or,

Et mon souffle frôle

Ta lèvre qui dort !

Ton cœur oppressé d'une angoisse heureuse

Bat contre le mien !

Dors, mon amoureuse,

Oh dors, ne crains rien !

Car les verts halliers, l'onde qui murmure

Des refrains si doux,

Toute la nature

Se penche vers nous !

Hélas, le réveil ou rien ne me reste

Que de t'adorer

Le réveil funeste

Va nous séparer !

Le rêve divin où notre âme tremble

Va nous être ôté !

Ah ! dormir, dormir ensemble

Pour l'éternité !

### Poème du Désir
Soyez maudits, cruels qui dans la geôle sombre

Où mon désespoir rit dans l'ombre

Laissez entrer les feux adorables du jour !

Vous qui par les barreaux de l'étroite fenêtre

Voulez que jusqu'à moi pénètre

L'air plein de chants d'oiseaux et de soupirs d'amour !

Oui, je les vois passer ceux qui l'âme embrasée

S'en vont, les pieds dans la rosée,

Et les cheveux fleuris d'églantines de Mai,

Les amoureux unis aux frêles amoureuses

Errant vers les fenêtres heureuses

Qu'emplit le frais réveil du matin parfumé !

Ah ! mourir ! Oh ! ne plus rien voir ! ne plus entendre

La chanson radieuse et tendre

Qui parle à mon néant d'espoir et de beauté

Mais non ! La mort peut-être est la geôle éternelle

Où l'âme enchaînée et sans ailes

Souffrira du désir pendant l'éternité !

### Poème de l'Or
Rouges serpents, ô flammes éperdues

Sifflez et tordez vous !

Vents, agitez vos ailes étendues,

Lourdes eaux, déchirez les nues !

Terre, gronde en un noir courroux !

Sylphes ! Ondins ! Salamandres, et Gnomes,

Quittez vos farouches royaumes !

Accourez tous !

Par la coupe et l'épée,

Par l'Aigle et le Taureau,

Par la faucille neuve et dans le sang trempée,

Par la cigüe et le sureau !

Par la croix de lumière et par l'étoile du matin,

Esprit du feu, de l'air, de l'onde et de la terre,

Obéissez au maître du destin !

Que le feu magique s'allume !

Que sous l'incandescente brume

Dont l'ardeur va croissant,

Dans le creuset incandescent,

Naisse l'or ! l'or qui bouillonne et fume !

Je le vois ! Je le vois !

Il résiste ! il se tord !

Il bat comme un cœur !

Ô joie ! Ô supplice !

Anges, démons, à moi !

Que l'œuvre s'accomplisse !

Dût le vainqueur trouver la mort !

Or ! soleil !

Absolu suprême ! près de toi tout est vain !

Ô fils de mon âme ! Ô fils de mon âme elle-même

Or puissant, Or divin !

## Analyse
Pour Arthur Pougin et J. Weber, les sept ivresses représentent chacune un des sept pêchés capitaux,.
Dans le Journal des débats du 26 décembre 1882, Ernest Reyer écrit : « N'en compte-t-on vraiment que sept ? La joie et la douleur poussées à leur paroxysme ne sont-elles pas des ivresses aussi ? Contentons-nous de celles que Mlle Holmès a chantées : l'Amour, le Vin, la Gloire, la Haine, le Rêve, le Désir, l'Or. Comme vous voyez, il y en a pour tous les goûts : il y en a pour le cœur et il y en a pour les sens. Chacun de ces petits poèmes est d'ailleurs très élégamment rimé et l'inspiration y prend bien le ton et le caractère qui conviennent au sujet ».

## Réception
Pour Horace Hennion, « bien rares sont les artistes qui peuvent offrir à notre admiration de plus merveilleux écrin que celui des Sept Ivresses ».
Le Midi artiste souligne que ces mélodies sont l'une des premières que la compositrice aurait écrite. Selon Octave Fouque, le cycle des Sept Ivresses mériterait une étude détaillée. Pour Dom Blasius, ce cycle est de la même qualité musicale que ses œuvres comme Lutèce ou les Argonautes. Les sept mélodies font partie de ses œuvre les plus réussies, avec les Griffes d'or, les mélodies étant ses œuvres les plus réussies, selon Henri Perréard. Les mélodies sont parfois jouées séparément comme lors d'un grand concert extraordinaire sous la direction d'Edouard Brary, où la deuxième ivresse (Le Vin) est interprété seule. Les Sept Ivresses, faisaient partie, avec La Montagne noire et  Les Argonautes, de la bibliothèque d'Hector Colard. André Maurel cite lui aussi les Sept Ivresses comme étant parmi les meilleures œuvres d'Augusta Holmès, bien qu'il rapporte aussi que cette dernière ne les appréciait pas nécessairement.
Après la mort de la compositrice en 1903, les Sept Ivresses continuent d'être jouée, comme le 3 novembre 1931 à la T.S.F..

## Discographie
- L'Amour et Le Vin in Compositrices : New light on French Romantic Women Composers, Mel Bonis, Lili et Nadia Boulanger, Marthe Bracquemond, Cécile Chaminade, Hedwige Chrétien, Marie-Foscarine Damaschino, Jeanne Danglas, Louise Farrenc, Clémence de Grandval, Marthe Grumbach, Augusta Holmès, Madeleine Jaeger, Marie Jaëll, Madeleine Lemariey, Hélène de Montgeroult, Virginie Morel, Henriette Renié, Charlotte Sohy, Rita Strohl, Pauline Viardot, Palazzetto Bru Zane, 2023, BZ 2006.